# Далеки на Манхеттені
Далеки на Манхеттені (англ. Daleks in Manhattan) — четвертий епізод третього сезону поновленого британського науково-фантастичного телесеріалу «Доктор Хто», який вперше транслювався на телеканалі BBC One 21 квітня 2007 року. Є першою частиною двосерійної історії. Заключна частина «Еволюція далеків» вийшла в ефір 28 квітня.
Події епізоду відбуваються в Нью-Йорку 1930 року. В епізоді орден далеків «Культ Скаро» використовує рабів-напівлюдей та напівсвиней для викрадення бездомних з метою використання у своїх експериментах. Епізод був переглянутий 6,69 мільйонами глядачів та зайняв вісімнадцяте місце серед телепрограм з найбільшими переглядами на британському телебаченні за тиждень.